# Diócesis de San Agustín
La diócesis de San Agustín (en latín: Dioecesis Sancti Augustini y en inglés: Roman Catholic Diocese of St. Augustine) es una circunscripción eclesiástica de la Iglesia católica en Estados Unidos. Se trata de una diócesis latina, sufragánea de la arquidiócesis de Miami. Desde el 24 de mayo de 2022 su obispo es Erik Thomas Pohlmeier.

## Territorio y organización

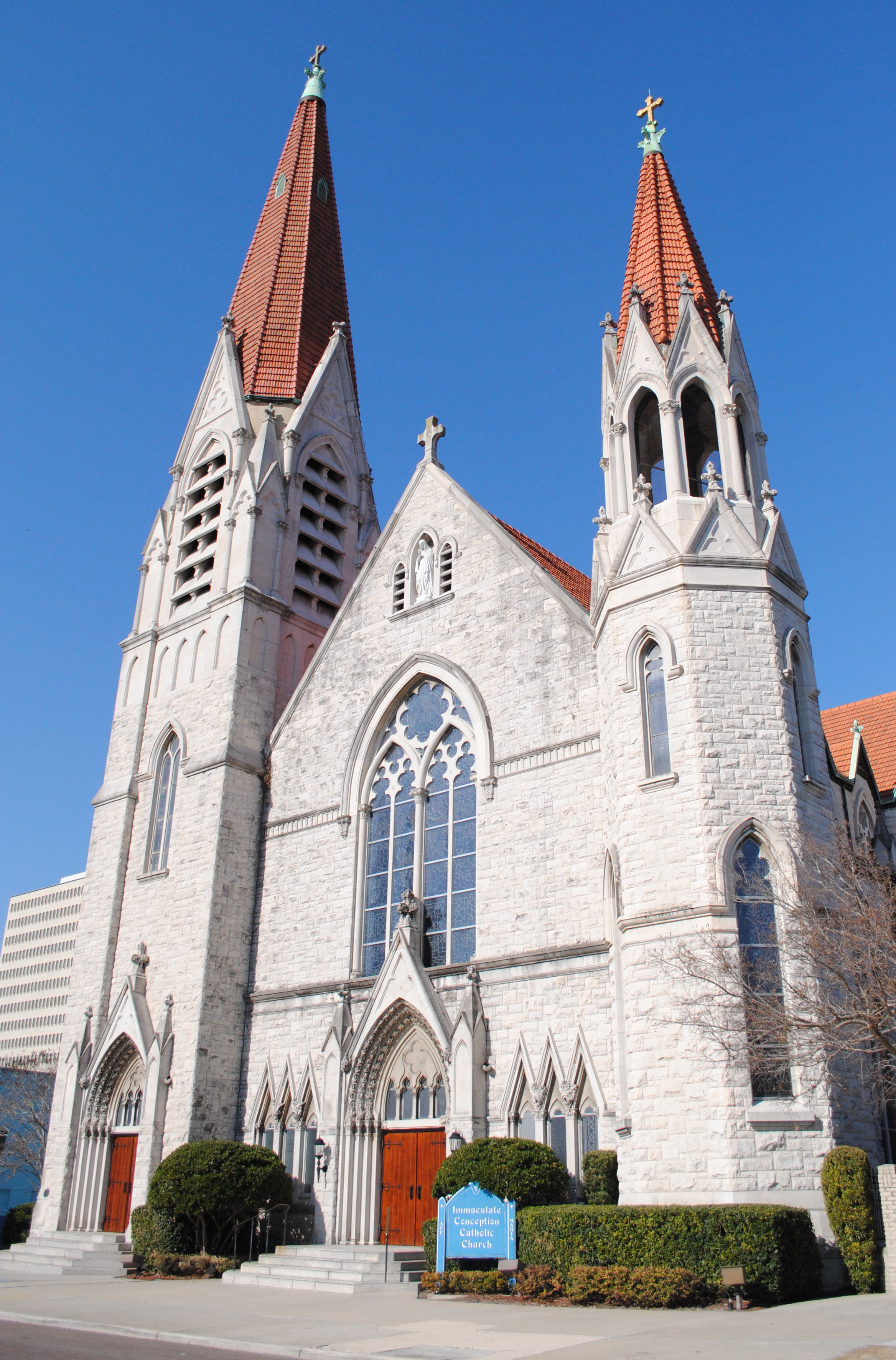
Basílica de la Inmaculada Concepción, en Jacksonville

La diócesis tiene 25 575 km² y extiende su jurisdicción sobre los fieles católicos de rito latino residentes en 17 condados del estado de Florida: Alachua, Baker, Bradford, Clay, Columbia, Dixie, Duval, Flagler, Gilchrist, Hamilton, Lafayette, Levy, Nassau, Putnam, St. Johns, Suwannee y Union.
La sede de la diócesis se encuentra en la ciudad de San Agustín, en donde se halla la Catedral basílica de San Agustín. En Jacksonville se encuentra la basílica de la Inmaculada Concepción.
En 2020 en la diócesis existían 52 parroquias agrupadas en 5 decanatos: Gainesville, Jacksonville Nord, Jacksonville Sud, St. Augustine y St. Johns River.

## Historia
La diócesis de San Agustín es la primera circunscripción eclesiástica católica establecida en Florida.
El vicariato apostólico de Florida fue erigido el 9 de enero de 1857 en virtud del breve Supplicatum Nobis del papa Pío IX, obteniendo el territorio de la diócesis de Savannah.
El 11 de marzo de 1870 el vicariato apostólico fue elevado a diócesis y asumió su nombre actual con el breve Quae catholico nomini del papa Pío IX. Fue hasta 1958 la única diócesis católica con sede en Florida.
El 25 de mayo de 1958 cedió una parte de su territorio para la erección de la diócesis de Miami (hoy arquidiócesis) mediante la bula Cum supremum del papa Pío XII.
Originalmente sufragánea de la arquidiócesis de Baltimore, el 10 de febrero de 1962 pasó a formar parte de la provincia eclesiástica de la arquidiócesis de Atlanta.
El 2 de marzo de 1968 cedió otras porciones de su territorio para la erección de las diócesis de Orlando y San Petersburgo mediante la bula Cum Ecclesia del papa Pablo VI. Adquirió simultáneamente 10 condados (Bay, Calhoun, Escambia, Gulf, Holmes, Jackson, Okaloosa, Santa Rosa, Walton y Washington) en el extremo oeste de Florida de la diócesis de Mobile-Birmingham (hoy arquidiócesis de Mobile). El mismo día pasó a formar parte de la nueva provincia eclesiástica de la arquidiócesis de Miami.
El 1 de octubre de 1975 cedió otra porción de su territorio para la erección de la diócesis de Pensacola-Tallahassee mediante la bula Sapienter quidem del papa Pablo VI.

## Estadísticas
Según el Anuario Pontificio 2021 la diócesis tenía a fines de 2020 un total de 201 600 fieles bautizados.
| Año                                                                             | Población            | Población | Población      | Sacerdotes | Sacerdotes    | Sacerdotes    | Bautizados por sacerdote | Diáconos permanentes | Religiosos | Religiosos | Parroquias |
| Año                                                                             | Bautizados católicos | Total     | % de católicos | Total      | Clero secular | Clero regular | Bautizados por sacerdote | Diáconos permanentes | Varones    | Mujeres    | Parroquias |
| ------------------------------------------------------------------------------- | -------------------- | --------- | -------------- | ---------- | ------------- | ------------- | ------------------------ | -------------------- | ---------- | ---------- | ---------- |
| 1950                                                                            | 72 000               | 2 734 116 | 2.6            | 189        | 111           | 78            | 380                      |                      | 73         | 685        | 81         |
| 1966                                                                            | 195 057              | 2 902 305 | 6.7            | 262        | 150           | 112           | 744                      |                      | 141        | 558        | 104        |
| 1970                                                                            | 71 765               | 1 471 180 | 4.9            | 122        | 103           | 19            | 588                      |                      | 19         |            | 66         |
| 1976                                                                            | 57 557               | 951 000   | 6.1            | 74         | 54            | 20            | 777                      |                      | 20         | 177        | 41         |
| 1980                                                                            | 65 416               | 1 065 000 | 6.1            | 72         | 53            | 19            | 908                      | 1                    | 19         | 117        | 45         |
| 1990                                                                            | 93 837               | 1 348 212 | 7.0            | 102        | 83            | 19            | 919                      | 11                   | 20         | 123        | 50         |
| 1999                                                                            | 131 478              | 1 570 181 | 8.4            | 118        | 91            | 27            | 1114                     | 26                   | 3          | 108        | 50         |
| 2000                                                                            | 134 846              | 1 582 666 | 8.5            | 119        | 93            | 26            | 1133                     | 25                   | 30         | 107        | 51         |
| 2001                                                                            | 142 886              | 1 598 247 | 8.9            | 126        | 99            | 27            | 1134                     | 27                   | 31         | 111        | 51         |
| 2002                                                                            | 143 413              | 1 674 910 | 8.6            | 124        | 99            | 25            | 1156                     | 28                   | 28         | 112        | 51         |
| 2003                                                                            | 158 792              | 1 717 530 | 9.2            | 128        | 101           | 27            | 1240                     | 32                   | 30         | 118        | 51         |
| 2004                                                                            | 160 479              | 1 749 106 | 9.2            | 129        | 104           | 25            | 1244                     | 32                   | 28         | 115        | 51         |
| 2010                                                                            | 171 000              | 1 966 314 | 8.7            | 136        | 120           | 16            | 1257                     | 62                   | 18         | 100        | 51         |
| 2014                                                                            | 185 900              | 2 051 250 | 9.1            | 136        | 115           | 21            | 1366                     | 65                   | 23         | 109        | 52         |
| 2017                                                                            | 190 000              | 2 137 322 | 8.9            | 168        | 137           | 31            | 1130                     | 79                   | 33         | 111        | 52         |
| 2020                                                                            | 201 600              | 2 137 322 | 9.0            | 166        | 136           | 30            | 1214                     | 82                   | 32         | 106        | 52         |
| Fuente: Catholic-Hierarchy, que a su vez toma los datos del Anuario Pontificio. |                      |           |                |            |               |               |                          |                      |            |            |            |

## Episcopologio
- John Marcellus Peter Augustine Verot, P.S.S. † (21 de diciembre de 1857-10 de junio de 1876 falleció)
- John Moore † (16 de febrero de 1877-30 de julio de 1901 falleció)
- William John Kenny † (25 de marzo de 1902-24 de octubre de 1913 falleció)
- Michael Joseph Curley † (3 de abril de 1914-10 de agosto de 1921 nombrado arzobispo de Baltimore)
- Patrick Joseph Barry † (22 de febrero de 1922-13 de agosto de 1940 falleció)
- Joseph Patrick Hurley † (16 de agosto de 1940-30 de octubre de 1967 falleció)
- Paul Francis Tanner † (15 de febrero de 1968-21 de abril de 1979 renunció)
- John Joseph Snyder † (2 de octubre de 1979-12 de diciembre de 2000 retirado)
- Victor Benito Galeone (26 de junio de 2001-27 de abril de 2011 retirado)
- Felipe de Jesús Estévez (27 de abril de 2011-24 de mayo de 2022 retirado)
- Erik Thomas Pohlmeier, desde el 24 de mayo de 2022